# Dinoperca petersi
Dinoperca petersi är en fiskart som först beskrevs av Day, 1875.  Dinoperca petersi ingår i släktet Dinoperca och familjen Dinopercidae. Inga underarter finns listade i Catalogue of Life.